# 雷蒙德 (新罕布什爾州)
雷蒙德（英語：Raymond）是一個位於美國新罕布什爾州羅京安縣的鎮。

## 人口
根據2020年美國人口普查的數據，雷蒙德的面積為76.70平方千米，當中陸地面積為74.60平方千米，而水域面積為2.10平方千米。當地共有人口10684人，而人口密度為每平方千米139人。